# Port de Dnipriany
Le port de Dnipriany est un port fluvial d'Ukraine sur le Dniepr dans l'oblast de Kherson.

## Caractéristiques
Il se trouve en amont de Kherson et en dessous du barrage hydroélectrique de Kakhovka.